# Julie de Bona
Julie de Bona (Parigi, 7 dicembre 1980) è un'attrice francese.

## Biografia
Julie de Bona nasce a Parigi il 7 dicembre 1980 da una famiglia di ceto medio.
A 19 anni abbandona la facoltà di biochimica subito dopo l'iscrizione per seguire un corso di arte drammatica a Montpellier, corso che frequenta fino al 2001.
Nel 2002, inizia a lavorare a teatro a fianco di Gérard Jugnot. L'anno seguente, debutta al cinema nel film, diretto da Fouad Benhammou, Fixion.
In seguito, dal 2006 al 2017 è nel cast della serie televisiva Une famille formidable, dove interpreta il ruolo di Christine. Nel frattempo, nel 2016, è protagonista della miniserie televisiva Innocente, dove interpreta il ruolo di Roxanne Delage, una professoressa di archeologia e nel 2017, tra i protagonisti, nel ruolo di Fanny, del film TV Delitto a La Bourboule.
Nel 2018 è protagonista del film TV diretto da Agnès Obadia Mia figlia, dove interpreta il ruolo di Sophie. Il 13 agosto 2018, l'attrice annuncia la nascita del suo primogenito.
Tornata sul set, nel 2019 è, assieme ad Audrey Fleurot e Camille Lou, una delle protagoniste della miniserie televisiva Destini in fiamme, dove interpreta il ruolo di Rose Rivière e l'anno seguente, è protagonista, al fianco di Ary Abittan, del film TV diretto da Stéphanie Pillonca Imparare ad amarti, dove interpreta il ruolo di Cécile.
In seguito, nel 2021 è protagonista del film TV diretto da Didier Bivel Mise à nu, dove interpreta il ruolo di Sophie Parlier, del film TV Je l'aime à mentir, dove interpreta il ruolo di Zoé, e della miniserie televisiva Plan B, dove interpreta il ruolo di Florence, una madre che cerca di evitare il suicidio della figlia, e l'anno seguente è, assieme a Sofia Essaïdi, Audrey Fleurot e Camille Lou, una delle quattro protagoniste della miniserie televisiva Le combattenti, miniserie ambientata durante la prima guerra mondiale, dove interpreta il ruolo di Agnès, la madre superiora del convento di Saint Paulin.

## Filmografia parziale

### Cinema
- Fixion, regia di Fouad Benhammou (2003)
- Quand les anges s'en mêlent..., regia di Crystel Amsalem (2005)
- Je déteste les enfants des autres, regia di Anne Fassio (2007)
- Cyprien, regia di David Charhon (2009)
- Camping 2, regia di Fabien Onteniente (2010)
- Beur sur la ville, regia di Djamel Bensalah (2011)

### Televisione
- Suor Thérèse (SoeurThérèse.com) – serie TV, 6 episodi (2005–2007)
- Une famille formidable – serie TV, 14 episodi (2006–2017)
- La légende des 3 clefs – miniserie TV (2007)
- Au bas de l'échelle, regia di Arnauld Mercadier – film TV (2010)
- Gérald K Gérald, regia di Élisabeth Rappeneau – film TV (2011)
- La Vallée des Mensonges, regia di Stanislas Graziani – film TV (2014)
- La Smala s'en mêle – serie TV, 7 episodi (2012–2014)
- Le Secret d'Élise – miniserie TV, 6 episodi (2015)
- Tra due madri (Entre deux mères), regia di Renaud Bertrand – film TV (2016)
- Innocente – miniserie TV, 6 episodi (2016)
- Delitto a La Bourboule (Sources assassines), regia di Bruno Bontzolakis – film TV (2017)
- Mia figlia (Ils ont échangé mon enfant), regia di Agnès Obadia – film TV (2018)
- Destini in fiamme (Le Bazar de la Charité) – miniserie TV (2019)
- Imparare ad amarti (Apprendre à t'aimer), regia di Stéphanie Pillonca – film TV (2020)
- Mise à nu, regia di Didier Bivel – film TV (2021)
- Je l'aime à mentir, regia di Gabriel Julien–Laferrière – film TV (2021)
- Plan B – miniserie televisiva (2021)
- Le combattenti (Les Combattantes) – miniserie TV, 8 episodi (2022)
- L'école de la vie – serie TV, 6 episodi (2023)

## Premi e nomination
- 2022: Premio al Festival di Luchon per Mise à nu

## Doppiatrici italiane
- In Destini in fiamme, Julie de Bona è doppiata da Eleonora Reti[8]